# Mina Mir

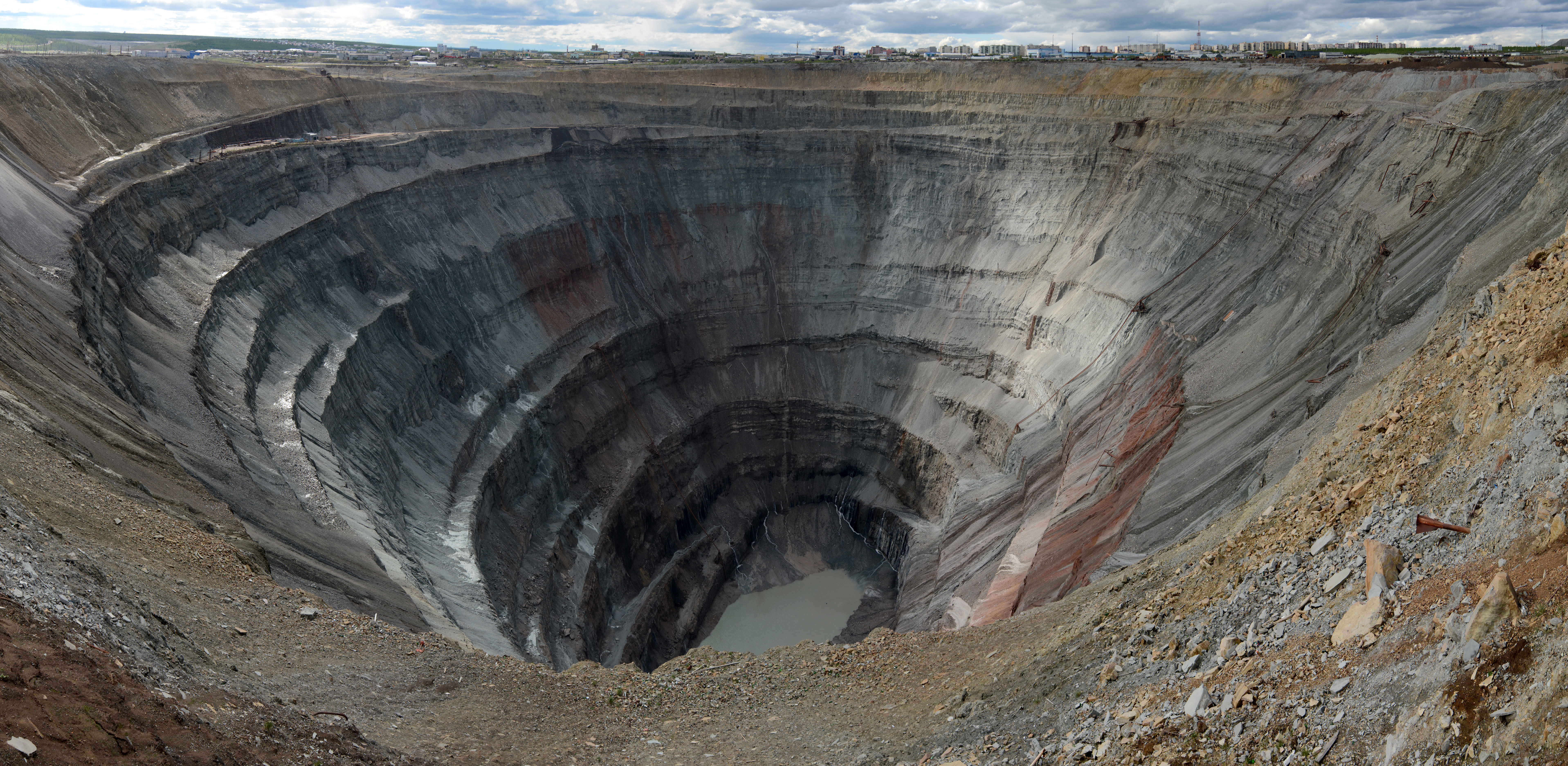
Mina Mir em 2014

Mina Mir foi uma mina de extração de diamante a céu aberto localizada em Mirny, Sibéria, Rússia. Tem 525 metros de profundidade e 1200 m de diâmetro, sendo o segundo maior buraco escavado no mundo após a Mina do Cânion de Bingham.
Foi descoberta em 13 de junho de 1955 pelos geólogos soviéticos Yuri Khabardin, Ekaterina Elagina e Viktor Avdeenk durante a maciça expedição de Amakinsky na República Autônoma Socialista Soviética de Iacútia. Eles encontraram traços da rocha vulcânica kimberlito, que normalmente está associada à incidência de diamantes. Após diversas expedições realizadas durante as décadas de 1940 e 1950, este foi o primeiro caso de êxito na procura de kimberlito na Rússia. Khabardin recebeu pela descoberta o Prêmio Lenin, uma das mais altas condecorações da União Soviética.
A Mina Mir foi a primeira e mais ampla mina de diamantes da União Soviética. Operou durante 46 anos, encerrando suas atividades em junho de 2001. Com o colapso da União Soviética, passou a ser administrada pela companhia Sakha, cujos relatórios oficiais detalhavam lucros anuais de mais de 600 milhões de dólares.
O espaço aéreo sobre a mina é interdito ao sobrevoo por helicópteros devido à ocorrência de incidentes nos quais aeronaves deste tipo foram sugadas pelo fluxo de ar descendente.